# Douglas River
Douglas River är ett vattendrag i Australien. Det ligger i territoriet Northern Territory, omkring 160 kilometer söder om territoriets huvudstad Darwin.
Omgivningarna runt Douglas River är huvudsakligen savann. Trakten runt Douglas River är nära nog obefolkad, med mindre än två invånare per kvadratkilometer. Genomsnittlig årsnederbörd är 1 532 millimeter. Den regnigaste månaden är januari, med i genomsnitt 364 mm nederbörd, och den torraste är juni, med 1 mm nederbörd.